# Julia Coyet
Julia Maria Coyet, född 24 juni 1833 i Stockholm, död 17 december 1877 i Örebro församling, Örebro län, var en svensk musiker.

## Biografi
Julia Coyet föddes 1833 i Stockholm. Hon var dotter till kommendanten Carl Fredrik Coyet och Anna Maria Ramsten. Coyet blev 19 november 1855 invaldes som associé i Kungliga Musikaliska Akademien. Hon avled 1877 i Örebro.

### Familj
Coyet gifte sig 11 april 1872 i Stockholm med ryttmästaren Johan Henrik Hugo König (1839–1902), son till ryttmästaren Gabriel Henrik Adolf König och Maria Bergenskiöld.